# 黄海葵
黄海葵（学名：Anthopleura xanthogrammica）为海葵科侧花海葵属的动物。分布于日本、美国以及沿海等，一般固着在埋在沙中的小石和岩礁上。